# Alyssomyia frayleana
Alyssomyia frayleana là một loài ruồi trong họ Asilidae. Alyssomyia frayleana được Artigas & Parra miêu tả năm 2006. Loài này phân bố ở vùng Tân nhiệt đới.